# 勒芒站
勒芒站是法国的一个铁路车站，位于法国西北部城市，萨尔特省的省会勒芒。
勒芒站也是法国西北部地区的重要铁路枢纽，是巴黎前往布列塔尼地区的必经之路。南北向的图尔—卡昂铁路也在此交汇。

## 位置
勒芒站位于勒芒市区南部，巴黎－布雷斯特铁路210.98公里处，距离勒芒市政府（Mairie du Mans）大约1.5公里。车站呈东西走向，开口朝北，勒芒有轨电车1号线和2号线以及多条公交线路均在此设站。1989年，勒芒站又开辟了南出口，并连接社会车辆停车场。

## 车站历史

### 勒芒，火车拉来的城市
勒芒站建于19世纪中叶，是法国西部著名的大干线巴黎－布雷斯特铁路上的一个车站。
在此之前，勒芒尽管作为一个水旱码头，工商业得到了一定的发展。但纵观周边地区，勒芒并没有太多了辐射和统治能力。其中，最大的竞争对手来自于勒芒北边的城市阿朗松，后者作为奥恩省的省会，其当时的人口数量和综合水平与勒芒相差无几。
到了十九世纪，随着法国工业革命的发展，法兰西第二共和国政府开始计划修建一条由首都巴黎出发，连接法国西部的雷恩以及布列塔尼地区的铁路线。从地图上看，阿朗松和勒芒都处于这条线路的中间地带。事实上，根据最初的规划，巴黎—雷恩铁路极有可能经过阿朗松。然而，时任萨尔特省的委员阿里斯特·雅克·特鲁韦-肖韦尔却希望该铁路能修改计划，改由勒芒通过。他不断向铁路部门游说和请愿，并表示萨尔特省愿意出资修建这条铁路；同时，他还专门拨款40万法郎，请萨尔特省内的失业者修建了勒芒—科内雷铁路，作为巴黎—雷恩铁路的先期工程。最终，在他的努力下，巴黎-布雷斯特铁路由勒芒通过，勒芒站也于1854年6月1日正式启用。
在19世纪，铁路对一个地区的发展可以说是起到了决定性的作用。勒芒在通火车以前，市区人口仅2万，而到上世纪80年代时整个勒芒城市圈的人口数量一度超过了20万。反观阿朗松，在勒芒通火车以前，人口与勒芒相差无几，而如今，阿朗松仍然只是一个人口两万多的“小城市”，和勒芒完全不可同日而语。
因此，我们可以说，勒芒，和中国的石家庄、郑州、株洲一样，是一座被火车拉来的城市。

### 车站历史
- 勒芒站建于1854年，最初由法国西部铁路公司（法语：Compagnie des chemins de fer de l'Ouest）运营。
- 得益于勒芒站的建设，仅仅5年时间，勒芒的城市人口规模翻了一番。
- 1937年，巴黎－布雷斯特铁路巴黎-勒芒段进行了电气化改造，成为了法国最早电气化的铁路之一。
- 1989年，法国高速铁路大西洋线的开通，巴黎-勒芒的运行时间由2小时缩短至55分钟。同时，勒芒站进行了大规模的改造和翻新，站台被延长，并新增加了南出口。
- 2017年，随着法国高速铁路大西洋线二期工程勒芒-雷恩段的运营，勒芒-雷恩的运行时间由1小时10分钟缩短至40分钟，前往南特方向的列车运行时间也有所减少。

## 站台设置
| 北↑ |      |  | 主站房 |
|     | 侧式 |  |        |
| 1道 |      |  |        |
| 2道 |      |  |        |
|     | 岛式 |  |        |
| 3道 |      |  |        |
| 4道 |      |  |        |
|     | 岛式 |  |        |
| 5道 |      |  |        |
| 6道 |      |  |        |
|     | 岛式 |  |        |
| 7道 |      |  |        |
| 南↓ |      |  |        |

## 停靠线路
以下列车线路在勒芒站停靠：
| 勒芒站列车线路表         |            |                          |                          |                 |
| 线路                     | 车种       | 上一站                   | 下一站                   | 大致运行频率    |
| 巴黎—雷恩/圣马洛         | TGV        | 巴黎蒙帕纳斯             | 拉瓦勒/雷恩              | 每天8趟左右     |
| 巴黎—圣布里厄/布雷斯特   | TGV        | 巴黎蒙帕纳斯             | 拉瓦勒/维特雷/雷恩       | 每天6趟左右     |
| 巴黎—瓦讷/洛里昂         | TGV        | 巴黎蒙帕纳斯             | 拉瓦勒/雷恩              | 每天6趟左右     |
| 巴黎—南特/勒夸西克       | TGV        | 巴黎蒙帕纳斯             | 萨布莱/昂热/南特         | 每天9趟左右     |
| 里尔—雷恩                | TGV        | 马西TGV                  | 拉瓦勒                   | 每天2趟左右     |
| 里尔—南特                | TGV        | 马西TGV                  | 昂热                     | 每天2趟左右     |
| 斯特拉斯堡—雷恩          | TGV        | 马西TGV                  | 拉瓦勒                   | 每天1趟         |
| 斯特拉斯堡—南特          | TGV        | 马西TGV                  | 昂热                     | 每天1趟         |
| 马赛—雷恩                | TGV        | 马西TGV                  | 拉瓦勒/雷恩              | 每天1~2趟       |
| 马赛—南特                | TGV        | 马西TGV                  | 昂热                     | 每天1~2趟       |
| 蒙彼利埃—雷恩            | TGV        | 马西TGV                  | 拉瓦勒/雷恩              | 每天1趟         |
| 蒙彼利埃—南特            | TGV        | 马西TGV                  | 昂热                     | 每天1趟         |
| 里尔—雷恩/南特           | Ouigo      | 马西TGV                  | 雷恩/南特                | 每天1~2趟       |
| 卡昂—图尔                | INTERCITÉS | 阿朗松                   | 沙托卢瓦                 | 每天2趟左右     |
| 卡昂—图尔                | TER        | 蒙比佐                   | 埃科穆瓦/卢瓦堡          | 每天1~2趟       |
| 卡昂/阿朗松—勒芒         | TER        | 蒙比佐/拉吉耶尔什/讷维尔 | （终点）                 | 每天8趟左右     |
| 阿朗松→勒芒              | TER        | 阿朗松                   | （终点）                 | 每天1班（单向） |
| 巴黎—勒芒                | TER        | 科讷雷贝耶/尚帕涅        | （终点）                 | 每天6~12趟      |
| 勒芒→巴黎                | TER        | （起点）                 | 诺让勒罗特鲁             | 每天1班（单向） |
| 沙特尔/诺让勒罗特鲁—勒芒 | TER        | 尚帕涅                   | （终点）                 | 每天4趟左右     |
| 勒芒—卢瓦堡/图尔         | TER        | （起点）                 | 阿尔纳日/埃科穆瓦        | 每天4~9趟       |
| 勒芒—萨布莱/昂热         | TER        | （起点）                 | 瓦夫尔/拉叙兹            | 每天4~10趟      |
| 勒芒—南特                | TER        | （起点）                 | 萨尔特河畔萨布莱         | 每天3~9趟       |
| 勒芒—拉瓦勒              | TER        | （起点）                 | 栋夫龙/孔利/锡耶勒纪尧姆 | 每天2~8趟       |
| 勒芒—雷恩                | TER        | （起点）                 | 孔利/锡耶勒纪尧姆        | 每天3趟左右     |
| 1. 2. 3. 4.              |            |                          |                          |                 |

## 配套交通

### 长途客运
勒芒站对应的长途汽车上下车地点位于勒芒站北门西侧，一出站即可看见。
| 停靠勒芒站的长途汽车 |                        | |
| 上下车地点           | 运营单位               | 主要目的地 |
| 勒芒站正门           | 萨尔特省城际客运 -TIS- | -6- 斯派 · 萨尔特河畔拉叙兹 · 库尔塞勒拉福雷 · 阿尔特泽 · 拉弗莱什 -7- 热河畔布兰 · 布吕隆 · 沙尔尼地区茹埃 · 圣但尼多尔克 -8- 卢普朗德 · 萨尔特河畔马利科讷 · 维永 · 萨尔特河畔萨布莱 -9- 德格雷 · 拉坎特 · 孔利 · 泰尼 · 鲁埃 -10- 拉巴佐日 · 马雷谢 · 萨尔特河畔博蒙 · 皮亚塞 · 萨尔特河畔弗雷奈 -11- 苏利涅苏巴隆 · 巴隆 · 奥恩河畔孔热 · 库尔甘 · 马罗勒莱布罗 -12- 萨维涅莱韦克 · 托尔塞昂瓦莱 · 博内塔布勒 · 马梅尔斯 -14- 科内雷 · 多隆 · 拉瓦雷 · 维布赖 -15- 布卢瓦尔 · 圣卡莱 · 拉沙佩勒于翁 · 布赖河畔贝塞 -16- 帕里涅莱韦克 · 大吕塞 · 圣皮埃尔迪洛鲁埃 · 卢瓦河畔吕耶 -17- 圣马尔杜蒂耶 · 马尼耶来耶 · 埃科穆瓦 -18- 阿尔纳日 · 伯兰地区圣比耶 · 蓬瓦兰 · 勒吕德 -19- 隆布龙 · 圣塞勒兰 · 蒂菲 |
| 勒芒站正门           | CAR TER                | -26- 盖塞拉尔 · 瑟朗富勒图尔特 · 拉方丹圣马丹 · 拉弗莱什 · 索米尔 （当某条铁路线施工或罢工时，SNCF可能也会提供途径该线路沿途站点的大巴车） |
| 1. 2. 3.             |                        | |

### 城市公共交通
| 勒芒站附近的市内公共交通线路 |                                 | |
| 公交车站名称                 | 位置                            | 停靠线路 |
| 火车站                       | 车站北侧靠东 （有轨电车车站）   | -T1- 勒芒-大学 ↔ 勒芒-MMArena球场 -T2- 勒芒-美景·上库莱讷 ↔ 勒芒-埃斯帕勒·自然钟                                                                                        |
| 火车站                       | 车站北侧靠东 （公交站台)        | -T3- 勒芒-火车站 ↔ 阿洛讷-可爱林 |
| 火车站                       | 车站北侧                        | -14- 勒芒-圣马丁 ↔ 勒芒-芒索公园 -16- 勒芒-南部高级中学 ↔ 勒芒-拉法耶特                                                                                                 |
| 汽车站                       | 车站西侧 （仅由东向西单向设站） | -13- 勒芒-汽车站 → 阿尔纳日-市政府 -16- 勒芒-南部高级中学 → 勒芒-拉法耶特                                                                                               |
| 火车站南                     | 勒芒站后门（南广场）            | -30- 勒芒-火车站南 ↔ 库莱讷-莱克鲁瓦塞特 -32- 勒芒-火车站南 ↔ 普吕耶勒谢蒂夫-阿尼耶体育场 -34- 勒芒-火车站南 ↔ 圣乔治迪布瓦-商业中心 -35- 勒芒-火车站南 ↔ 勒芒-邮捡中心 |
| 1. 2. 3.                     |                                 | |

## 临近车站
| 勒芒站（Gare du Mans） |                    |                            |
| 上行车站               | 线路               | 下行车站                   |
| 尚帕涅站 10.5km ←      | 巴黎－布雷斯特铁路 | 栋夫龙站 → 20.2km          |
| 阿尔纳日站 7.9km ←     | 图尔－勒芒铁路     | （终点）                   |
| （起点）               | 勒芒－梅济东铁路   | 萨尔特河畔讷维尔站 → 9.9km |
| （起点）               | 勒芒－昂热铁路     | 瓦夫尔站 → 12.1km          |